# Ayra Starr
Ayra Starr, pseudonimo di Oyinkansola Sarah Aderibigbe (Cotonou, 14 giugno 2002), è una cantante nigeriana.

## Biografia
Oyinkansola Sarah Aderibigbe è nata il 14 giugno 2002 a Cotonou, in Benin, ed è cresciuta lì e a Lagos, in Nigeria. È nigeriana e di etnia Yoruba. La sua famiglia si è trasferita spesso durante gli anni del liceo a causa degli affari del padre, e di conseguenza ha avuto difficoltà a stringere amicizie strette. Nel 2018 inizia a lavorare come modella mentre a partire dal 2019 realizza cover di brani musicali. Nel 2020 firma un contratto discografico con Marvin Records per poi pubblicare l'EP Ayra Starr l'anno successivo. Dopo aver ottenuto un discreto successo con l'EP, sempre nel 2021 pubblica il suo album di debutto 19 & Dangerous, progetto che attira l'attenzione della critica internazionale.
Nel 2022 l'artista ottiene il suo primo singolo di successo a livello internazionale con Rush, brano che riesce a piazzarsi in varie classifiche europee raggiungendo il disco di diamante nel mercato francese. Inizia contestualmente a lavorare con vari artisti di fama mondiale come Kelly Rowland, Wizkid, David Guetta e Aya Nakamura. Nel 2023 Starr esegue il suo primo tour da headliner e riceve delle nomination a premiazioni come i BET Awards e i Grammy Awards. Nel 2024 è fra gli artisti d'apertura dell'11:11 Tour di Chris Brown.
Il 30 aprile annuncia il suo secondo album in uscita a maggio. L'annuncio viene ufficializzato il giorno seguente con la pubblicazione della copertina di The Year I Turned 21 e della lista tracce. L'album, uscito 31 maggio successivo, vanta collaborazioni con Coco Jones, Anitta, Asake, Seyi Vibez, Milar e Giveon. È stato preceduto dai singoli Commas e Rhythm & Blues, ha infranto il primato del maggior numero di stream raccolti da un disco di una donna nigeriana su Spotify nelle prime 24 ore ed è risultato il progetto nazionale più popolare dell'intero anno sulla piattaforma.

## Discografia

### Album in studio
- 2021 – 19 & Dangerous
- 2024 – The Year I Turned 21

### EP
- 2021 – Ayra Starr

### Singoli
- 2021 – Away
- 2021 – Fashion Killa
- 2022 – Rush
- 2022 – Bloody Samaritan (solista o feat. Kelly Rowland)
- 2023 – Sability
- 2023 – Stamina (con Tiwa Savage e Young John)
- 2023 – Rhythm & Blues
- 2024 – Commas
- 2024 – Santa (con Rvssian e Rauw Alejandro)

### Collaborazioni
- 2022 – 2 Sugar (Wizkid feat. Ayra Starr)
- 2023 – No Love (Ninho feat. Ayra Starr)
- 2023 – Girls Next Door (Tyla feat. Ayra Starr)
- 2023 – My Love (Leigh-Anne feat. Ayra Starr)
- 2023 – You're Hired (Neiked feat. Ayra Starr)
- 2023 – Big FU (David Guetta feat. Ayra Starr e Lil Durk)
- 2023 – Hypé (Aya Nakamura feat. Ayra Starr)